# Belveglio
Belveglio (Birvèj o Belvèj in piemontese) è un comune italiano di 292 abitanti della provincia di Asti in Piemonte.
Nel medioevo la località era conosciuta con il nome di Malamorte.
È probabile che il toponimo derivi dalle continue lotte che imperversavano nel territorio tali da considerarle terre di malamorte.

## Storia
Il primo signore di Malamorte, fu Raimondo Turco (1003 - 1092), proveniente da una famiglia nobile di Asti; Raimondo venne anche infeudato della località di Mombercelli.
I marchesi aleramici d'Incisa divennero padroni della località dopo la discesa di Federico Barbarossa nel 1155, che sconfisse ed incendiò la città di Asti, ma dopo la pace di Costanza (1183) furono costretti a restituirla al Comune di Asti.
In seguito alle guerre civili ad Asti tra le fazioni dei Solaro e dei Guttuari Malamorte subì molte distruzioni, fino al passaggio della città di Asti sotto la dominazione di Luchino Visconti, a cui gli astigiani avevano dato la signoria della città (1342), che pose fine alle contese assegnando il villaggio ai Guttuari.
Nel 1387, il villaggio compare nella dote di Valentina Visconti per il suo matrimonio con Luigi di Valois e probabilmente in questo periodo la località modificò il proprio nome in Belvedere (Bellumviderium Astensium).
Nel 1527 Belvedere passò sotto il dominio dell'imperatore Carlo V e nel 1531 passò alla cognata Beatrice, duchessa di Savoia e madre di Emanuele Filiberto.
Nel 1806, Napoleone Bonaparte comprese il villaggio nel dipartimento di Marengo ed in questo periodo avvenne il cambiamento di denominazione (l'ultimo) da Belvedere in Belveglio.

## Monumenti e luoghi d'interesse
- Castello (XI-XII secolo)
- Chiesa della Natività di Maria (probabilmente XVI secolo)

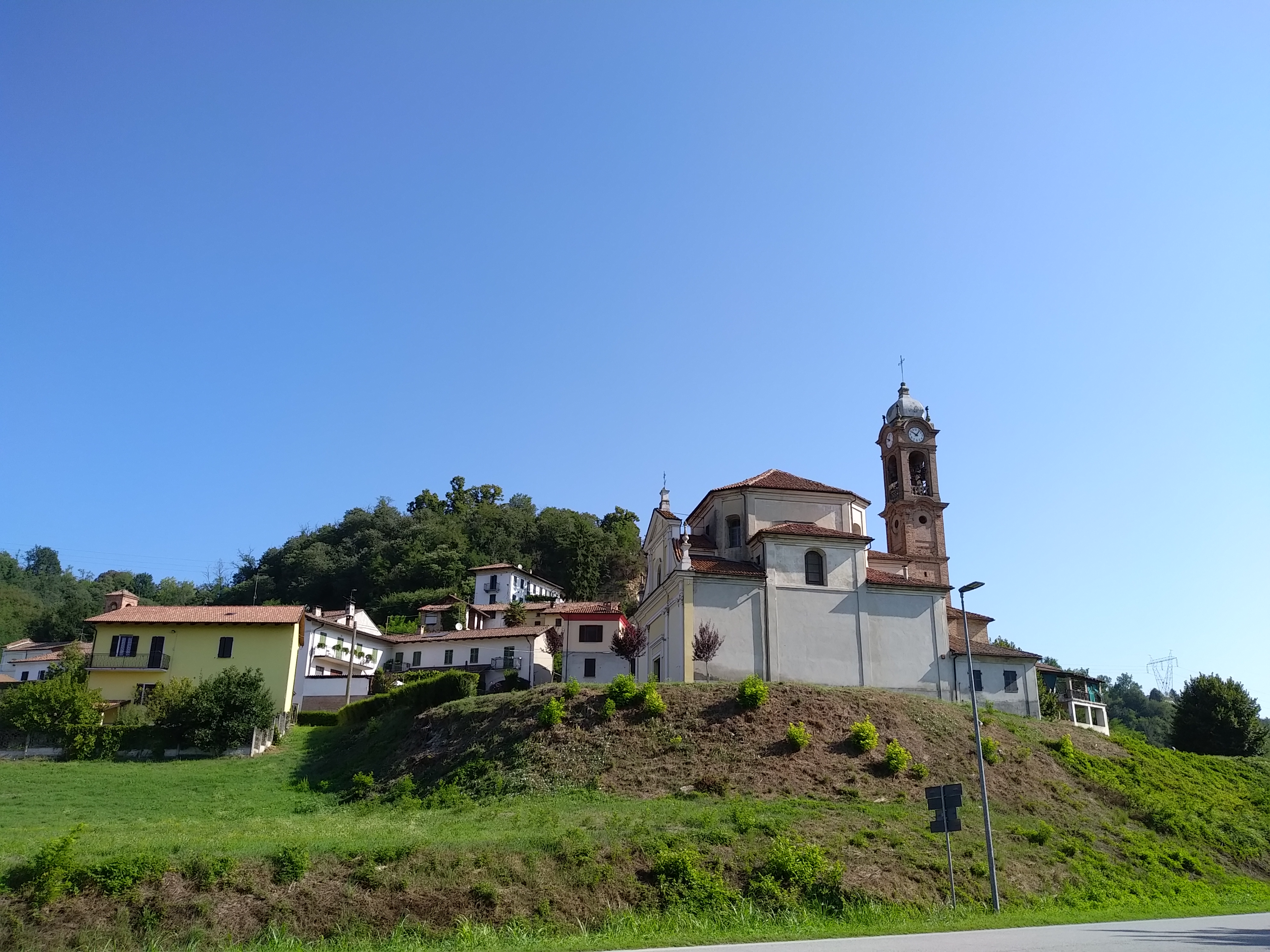
Belveglio con la parrocchia Natività di Maria

- Chiesa di San Giorgio (XV secolo)
- Chiesa di San Rocco (Bricco)
- Corte cittadina XV secolo

## Società

### Evoluzione demografica
Abitanti censiti

### Etnie e minoranze straniere
Secondo i dati ISTAT al 31 dicembre 2018 la popolazione straniera residente era di 38 persone. Le nazionalità maggiormente rappresentate in base alla loro percentuale sul totale della popolazione residente erano:
- Romania 10 3,08%
- Albania 9 2,78%
- Repubblica di Macedonia 8 2,46%

## Amministrazione
Di seguito è presentata una tabella relativa alle amministrazioni che si sono succedute in questo comune.
| Periodo        | Periodo        | Primo cittadino    | Partito                                                        | Carica  | Note  |
| -------------- | -------------- | ------------------ | -------------------------------------------------------------- | ------- | ----- |
| 15 giugno 1985 | 24 maggio 1990 | Natale Vignale     | Partito Comunista Italiano                                     | Sindaco | [ 6 ] |
| 24 maggio 1990 | 24 aprile 1995 | Natale Vignale     | Partito Comunista Italiano, Partito Democratico della Sinistra | Sindaco | [ 6 ] |
| 24 aprile 1995 | 14 giugno 1999 | Franco Vignale     | Partito Socialista Democratico Italiano                        | Sindaco | [ 6 ] |
| 14 giugno 1999 | 14 giugno 2004 | Franco Vignale     | lista civica                                                   | Sindaco | [ 6 ] |
| 14 giugno 2004 | 8 giugno 2009  | Michela Cretaz     | lista civica                                                   | Sindaco | [ 6 ] |
| 8 giugno 2009  | 26 maggio 2014 | Michela Cretaz     | lista civica                                                   | Sindaco | [ 6 ] |
| 26 maggio 2014 | 27 maggio 2019 | Michela Cretaz     | lista civica Uniti per Belveglio                               | Sindaco | [ 6 ] |
| 27 maggio 2019 | in carica      | Christian Vercelli | lista civica Uniti per Belveglio                               | Sindaco | [ 6 ] |